# Boundiali

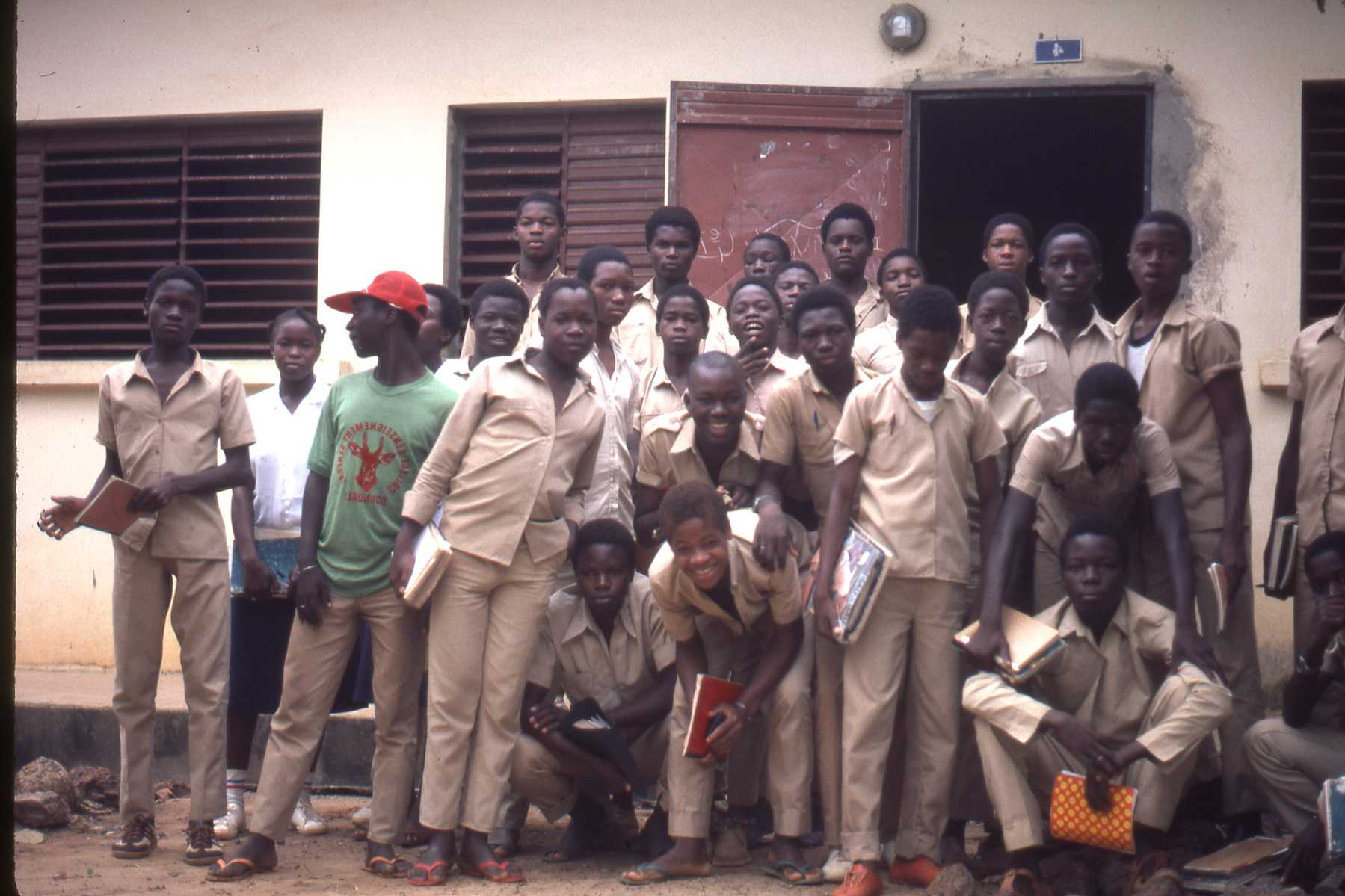
Skolelever i Boundiali.

Boundiali är en stad i norra centrala Elfenbenskusten, i sydvästra Savanes-distriktet. Staden är huvudort i departementet med samma namn. Dess befolkning, boundialikerna, består huvudsakligen av gränsöverskridande etniska grupper, med hemlandet delat mellan Elfenbenskusten, Mali, Guinea och Burkina Faso, samt av några fulanistammar på omkring 40 000 människor i staden. Invånarna är främst jordbrukare och boskapsuppfödare samt handelsresande eller tjänstemän. Ekonomin i staden Boundiali bygger till stor del på bomullsindustrin.